# Austrognathiidae
Austrognathiidae is een familie in de taxonomische indeling van de tandmondwormen (Gnathostomulida).

## Onderliggende geslachten
- Austrognatharia
- Austrognathia
- Triplignathia